# Rhamdia humilis
Rhamdia humilis és una espècie de peix de la família dels heptaptèrids i de l'ordre dels siluriformes.

## Morfologia
Els mascles poden assolir els 18,1 cm de llargària total.

## Distribució geogràfica
Es troba a Sud-amèrica: Veneçuela.